# Freden i Breda 1667

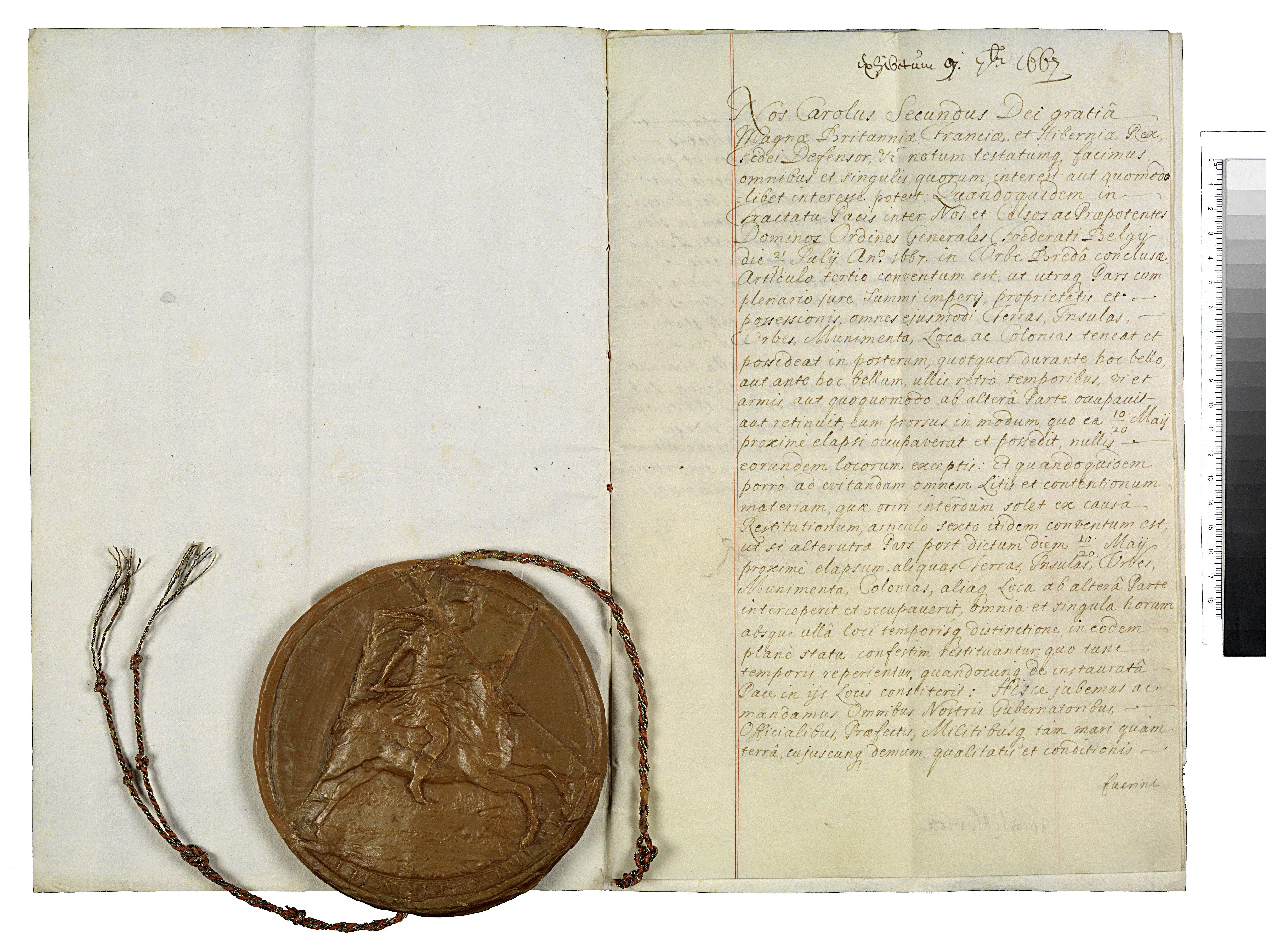
Fredsfördraget Breda 1667

Freden i Breda, undertecknad den 31 juli 1667, var ett fördrag mellan Republiken Förenade Nederländerna, Danmark-Norge, Frankrike och Konungariket England vilket avslutade det andra engelsk-nederländska kriget.
Efter det holländska överraskningsanfallet mot Medway  var Royal Navy lamslaget och kungadömets politiska stjärna vacklande vilket tvingade England att uppge alla de krav de tidigare hade haft vid de redan pågående förhandlingarna i Breda. Fredsförhandlingarna leddes av Göran Fleming, Peter Julius Coyet och Christoph von Dohna. De utmynnade i villkor som var förmånliga för Nederländerna efter principen Uti possidetis, dvs, vardera makten behöll vad de erövrat under kriget. Nederländerna behöll kontrollen över Surinam och sina stödjepunkter i Indonesien medan Nya Nederländerna behölls av England.